# Daniel Martin Spraggon
Daniel Martin Spraggon MHM (* 13. Januar 1912 in Newcastle upon Tyne, England; † 27. September 1985 in Stanley, Falklandinseln) war ein römisch-katholischer Ordensgeistlicher und Apostolischer Präfekt der Falklandinseln oder Malwinen.

## Leben
Spraggon trat in die Missionsgesellschaft vom hl. Joseph von Mill Hill ein. Er empfing die Priesterweihe am 29. Juni 1945 durch den Erzbischof von Glasgow, Donald Alphonsus Campbell.
Am 7. Mai 1973 wurde Spraggon zum Apostolischen Präfekten der Falklandinseln oder Malwinen ernannt. Er hatte das Amt bis zu seinem Tod am 27. September 1985 inne. Er wurde in der St. Mary’s Church in Stanley beigesetzt.